# Le Manoir (série fantastique)
Pour les articles homonymes, voir Le Manoir.
 (avril 2015).
Si vous disposez d'ouvrages ou d'articles de référence ou si vous connaissez des sites web de qualité traitant du thème abordé ici, merci de compléter l'article en donnant les références utiles à sa vérifiabilité et en les liant à la section « Notes et références ».
Le Manoir est une série de livres écrits par Évelyne Brisou-Pellen. Elle est suivie par la série Le Manoir - L'Exil dont la parution a débuté en 2016.
Le premier tome de la série a obtenu le prix Gulli du roman 2013 ainsi que le prix des Incorruptibles 2015 (niveau 5e/4e).

## Parution

### SérieLe Manoir
1. Liam et la Carte d'éternité, Bayard Jeunesse, 2013, 367 p.  (ISBN 978-2-7470-4497-4)[3]
2. Cléa et la Porte des fantômes, Bayard Jeunesse, 2013, 386 p.  (ISBN 978-2-7470-4721-0)[4]
3. Alisande et le Cercle de feu, Bayard Jeunesse, 2014, 403 p.  (ISBN 978-2-7470-4722-7)[5]
4. Nic et le Pacte des démons, Bayard Jeunesse, 2014, 430 p.  (ISBN 978-2-7470-5321-1)[6]
5. Lou et l'Île maudite, Bayard Jeunesse, 2015, 453 p.  (ISBN 978-2-7470-5337-2)[7]
6. Alec et le Strigoï, Bayard Jeunesse, 2015, 440 p.  (ISBN 978-2-7470-5853-7)[8]

### SérieLe Manoir - Saison 2: L'Exil
1. Le Collège de la délivrance, Bayard Jeunesse, 2016, 450 p.  (ISBN 978-2-7470-5854-4)[9]
2. L'Antre des secrets, Bayard Jeunesse, 2016, 450 p.  (ISBN 978-2747068291)[10]
3. Le Paquebot de la dernière chance, Bayard Jeunesse, 2017, 460 p.  (ISBN 978-2747072854)[11]
4. Le Phare des brumes, Bayard Jeunesse, 2018, 480 p.  (ISBN 978-2747072861)[12]
5. La Forteresse de l'oubli, Bayard Jeunesse, 2018, 400 p.  (ISBN 978-2747096607)[13]
6. Le Château de la révélation, Bayard Jeunesse, 2019, 400 p.  (ISBN 978-2747096614)[14]

### Adaptation en bande dessinée
- 1 Liam et la carte d'éternité, Bayard, coll « Bande d'ados », 2022
Scénario : Stéphane Melchior, d'après Évelyne Brisou-Pellen - Dessin et couleurs : Raphaël Beuchot - (ISBN 979-1036327001)